# Sabahattin Ali
Pour les articles homonymes, voir Ali.
Sabahattin Ali, né le 25 février 1907 à Eğridere, dans l'Empire ottoman (auj. Ardino en Bulgarie) et mort le 2 avril 1948 à Kırklareli, est un écrivain, poète et journaliste turc. Il est principalement connu pour son livre Kürk Mantolu Madonna (1943).

## Biographie
Critique de la politique de Mustafa Kemal Atatürk, il passe plusieurs mois en prison avant d'être amnistié. À sa libération, sa demande de passeport est rejetée et il décide de passer la frontière vers la Bulgarie illégalement. Selon les versions, il aurait été tué par son passeur ou lors d'un interrogatoire suivant une arrestation.

## Œuvres

### Romans
- Kuyucaklı Yusuf (1937) (traduit en français en 1977 sous le titre Youssouf le taciturne ; rééd. POF, 231 p., 1985  (ISBN 978-2716900690) ; rééd. Le Serpent à plumes, 452 p., 2003  (ISBN 978-2842614201))
- İçimizdeki Şeytan (1940) (traduit en français sous le titre Le diable qui est en nous, trad. fr. Jean Descat, Le Serpent à plumes, 339 p., 2008  (ISBN 978-2268065885))
- Kürk Mantolu Madonna (1943) (traduit en français sous le titre La Madone en manteau de fourrure, trad. fr. Jean Descat, Le Serpent à plumes, 214 p., 2007  (ISBN 978-2268061313))

### Nouvelles
- Değirmen (1935)
- Kağnı (1936)
- Ses (1937)
- Yeni Dünya (1943)
- Sırça Köşk (1947)

### Théâtre
- Esirler (1936)

### Traductions
- Tarihte Garip Vakalar, Ankara, 1936
- Antigone, Sophokles, Istanbul, 1941
- Üç Romantik Hikaye, Ankara, 1943
- Fontamara, Ignazio Silone, Ankara, 1943
- Gyges ve Yüzüğü (En. Gyges and his Ring, Deutch: Gyges und sein Ring), Christian F. Hebbel, Ankara, 1944[4]

### Poésie
- Dağlar ve Rüzgâr (1934 - 2e éd. 1943).